# المركز الجهوي لمهن التربية والتكوين فاس مكناس
المركز الجهوي لمهن التربية والتكوين فاس مكناس هو مركز للتكوين في مهن التربية والتكوين بجهة فاس مكناس بالمغرب، تابع لوزارة التربية الوطنية والعليم الأولي والرياضة يتخرج من هذا المركز سنويا نساء ورجال التعليم اللذين يتم تعيينهم داخل الجهة. يقع المقر الرئيس للمركز بمدينة فاس، ولديه أٍبعة فروع بكل من مدينة مكناس وتازة وصفرو.

## فروع المركز[1]
- المقر الرئيس في فاس
- الفرع الإقليمي مكناس
- الفرع الإقليمي مكناس – ملحقة سباتة
- الفرع الإقليمي تازة
- الفرع الإقليمي -صفرو

## التكوينات التي يوفرها المركز[1]
- التعليم الإبتدائي - مزدوج
- التعليم الإبتدائي - الأمازيغية

- الاجتماعيات
- الرياضيات
- العربية
- الفرنسية
- الفزياء الكيمياء
- الفلسلة
- المعلوميات
- علوم الحياة والأرض
- التبريز
- البحث العلمي